# Reg Powell
Reginald (Reg) Powell is een Britse componist van filmmuziek.

## Biografie
Toen Reg Powell 5 jaar oud was begon hij al muziek te leren, zijn familie was namelijk zeer muzikaal. Zijn moeder was organist in een kerk, zijn vader was muziek leraar en zijn zus was pianist.
Reg begon piano te leren van zijn moeder en eindigde met privé les van professoren.
Toen Reg 15 jaar oud was speelde hij voor het eerst orgel in een rockband. Later speelde hij jazz in een nachtclub van Londen, samen met twee anderen. De droom van Reg was toen om een jazzcomponist te worden in Amerika.
Jaren later ging Reg Powell in Los Angeles komen werken als music director. Inmiddels had Reg al een vrouw en twee kinderen.

## Filmografie
- The Ten Commandments (2007)
- Choots (2001)
- Tripping the Rift (2000)
- Snooze (1999)
- Beach Babes 2: Cave Girl Island (1998)
- Song of Hiawatha (1997)
- Petticoat Planet (1996)
- Alaska (1996)
- Pet Shop (1995)
- Baja (1995)
- Test Tube Teens from the Year 2000 (1994)
- Beach Babes from Beyond (1993)
- Ghoulies III: Ghoulies Go to College (1991)
- California Casanova (1991)
- Dr. Alien (1989)
- The Banker (1989)
- Ghetto Blaster (1989)
- Far Out Space Nuts (1975)